# Episodi di Una bionda per papà (sesta stagione)
La sesta stagione della serie televisiva Una bionda per papà, composta da 24 episodi, è andata in onda negli Stati Uniti dal 7 marzo 1997 al 15 agosto 1997.
| nº | Titolo originale           | Titolo italiano          | Prima TV USA   | Prima TV Italia |
| -- | -------------------------- | ------------------------ | -------------- | --------------- |
| 1  | Crazy Love                 | L'amore è cieco          | 7 marzo 1997   |                 |
| 2  | Road Trip                  | Viaggio in Messico       | 14 marzo 1997  |                 |
| 3  | Sex, Lies and Videotape    | Matrimonio Lampo         | 21 marzo 1997  |                 |
| 4  | Just Say Maybe             |                          | 28 marzo 1997  |                 |
| 5  | The "L" Word               |                          | 4 aprile 1997  |                 |
| 6  | She's the One              | La donna giusta          | 11 aprile 1997 |                 |
| 7  | Independence Day           | Via da casa!             | 18 aprile 1997 |                 |
| 8  | Reality Bites              |                          | 25 aprile 1997 |                 |
| 9  | Locket Man                 |                          | 2 maggio 1997  |                 |
| 10 | How the West Was Won       |                          | 9 maggio 1997  |                 |
| 11 | Absolutely Fabio           |                          | 16 maggio 1997 |                 |
| 12 | Loose Lips                 |                          | 23 maggio 1997 |                 |
| 13 | The Big Date               | Appuntamento al buio     | 30 maggio 1997 |                 |
| 14 | Future Shock               | Futuro nero              | 6 giugno 1997  |                 |
| 15 | Show Me the Money          | Senza cuore              | 13 giugno 1997 |                 |
| 16 | It Didn't Happen One Night | Complice la notte        | 20 giugno 1997 |                 |
| 17 | Macho Man                  | Macho Man                | 27 giugno 1997 |                 |
| 18 | Ain't Misbehavin'          |                          | 4 luglio 1997  |                 |
| 19 | The Facts of Life          |                          | 11 luglio 1997 |                 |
| 20 | Talkin' Trash              |                          | 18 luglio 1997 |                 |
| 21 | Walk Like a Man            |                          | 25 luglio 1997 |                 |
| 22 | Shear Madness              | Papà: Guardia del corpo! | 1º agosto 1997 |                 |
| 23 | The Kissing Game           |                          | 8 agosto 1997  |                 |
| 24 | Bonjour, Jean-Luc          |                          | 15 agosto 1997 |                 |

## L'amore è cieco
- Titolo originale: Crazy Love
- Diretto da: Joel Zwick
- Scritto da: Brian Bird e John Wierick

### Trama
Dana viene incaricata di aiutare nello studio un altro ragazzo. La giovane rimane molto stupita quando scopre che questo studente è Rich, migliore amico di JT, che lei odia. Ma ben presto i due iniziano ad essere sempre più attratti l'uno dall'altra, fino a "scoppiare" lasciandosi andare in uno slancio di passione. Dana immediatamente si ferma, per nulla convinta di quello che sta facendo; ma poi si rende conto che Rich non è così male come pensava, e così i due si mettono insieme. 
Nel frattempo, Carol e Frank non riescono a trovarsi da soli per un momento, perseguitati dall'onnipresente Jean-Luc, socio in affari della donna. Decidono così di prendersi una fuga romantica, ma, una volta scappati, trovano una sorpresina: Jean-Luc, che li ha seguiti, e che si trova da solo proprio nel giorno del suo compleanno, costringendo i due a stare ancora vicino a lui.
- Nota. Prima apparizione di Bronson Pinchot (come Jean-Luc) e Emily Mae Young (come Lily Foster-Lambert, la cui età viene avanzata di 4 anni).
- Guest star: Karen Lynn Scott (cameriera)

## Matrimonio Lampo
- Titolo originale: Sex, Lies and Videotape
- Diretto da: Joel Zwick
- Scritto da: Adam Markowitz

### Trama
Mark e il suo gruppo di amici, intenzionati a noleggiare una videocassetta spinta, ne trovano una nella confezione de La sirenetta. Così i tre decidono di fare a finta di niente e fingere che sia veramente La sirenetta. Ma, poco furbescamente, decidono di guardarla in garage, dove vengono subito scoperti da Frank e Al. Il padrigno di Mark spiega a questo che quel film non è in grado di insegnargli nulla, e lo spinge a fare a lui tutte le domande che vuole, invece di imparare queste cose tramite videocassette. Intanto, JT conosce una ragazza, Michelle, di ventinove anni, ovvero dieci in più di lui, che gli piace molto. Carol e Frank sono molto contrari al fatto che i due si frequentino, ma non riescono ad impedirglielo; al contrario, Jean-Luc lo incoraggia dicendogli che è un macho. La ragazza, stranamente, sembra avere una gran fretta di sposarsi, ma JT la attribuisce al fatto di non riuscire a trovarsi mai da soli e si fa convincere nel progetto del matrimonio. Ma Michelle, senza sapere chi questi sia in realtà, si fa tagliare i capelli da Jean-Luc, e gli racconta tutta la situazione, ovvero che se non si sposasse entro il mercoledì successivo, il suo permesso di soggiorno scadrebbe e dovrebbe tornare in Francia. L'uomo immediatamente corre a raccontare tutto a JT, ma questo non gli vuole credere, finché i tre non si trovano faccia a faccia; solo in questo momento JT capisce e decide di troncare con la ragazza. Per consolarlo, Jean-Luc decide di mostrare a JT una videocassetta di cartoni animati, e la prima che trova sottomano è La Sirenetta.
- Guest star: Brian Wagner (Roland), Francoise Robertson (Michelle), Thomas Hobson (Max), Rachel Winfree (Marge), Roger Eschbacher (Nick)

## Just Say Maybe
- Titolo originale: Just Say Maybe
- Diretto da: Joel Zwick
- Scritto da: Adam Markowitz

### Trama
Al, Dana e Karen vanno a un festival musicale, chiamato "Rockfest 97", nonostante le preoccupazioni di Carol. Al, tramite un'amica, viene in contatto di una persona, lo zio di quest'ultima, che le offre della marijuana. Le altre due ragazze si oppongono, ma la giovane riesce a difendere la sua libertà, salvo poi rifiutare comunque la droga dopo aver constatato gli effetti che questa provoca.
- Guest star: Brian Wagner (Roland), Francoise Robertson (Michelle), Thomas Hobson (Max), Rachel Winfree (Marge), Roger Eschbacher (Nick)

## La donna giusta
- Titolo originale: She's the One
- Diretto da: Joel Zwick
- Scritto da: Bob Rosenfarb

### Trama
A causa di un guasto all'auto che JT non aveva saputo risolvere, tra i ragazzi viene deciso di chiamare un meccanico. All'arrivo di questo, tutti, soprattutto JT, rimangono stupiti di vedere una donna, chiamata Sam. Ma questa dimostra di saperci fare con i motori, riparando la macchina in un istante. Quando scopre che la giovane è molto appassionata dei Green Bay Packers, JT si rende conto di avere molti punti in comune con lei, quindi le chiede di uscire insieme. Durante questa uscita, i due si rendono conto di piacersi molto l'un l'altra, ma JT ha dei seri problemi a manifestare concretamente il suo sentimento. Dopo una chiacchierata con Jean-Luc, che gli spiega che la sua è solo paura di innamorarsi e lo esorta a lasciarsi andare, però, il ragazzo si scioglie, e finalmente riesce a baciare la ragazza, liberandosi di tutti i suoi timori. Nel frattempo, Karen viene scelta per interpretare un video del famoso cantante country Jimmy Ray Johnston; così, insieme a Frank e Carol va a Chicago per girarlo, ma rimane molto delusa quando scopre che in realtà non deve cantare ma solo fare finta e ballare, in quanto la sua voce sarà doppiata da una cantante professionista. Così la giovane, molto arrabbiata, decide di andarsene.
- Guest star: Randy Murzynski (assistente del cameraman), Tom Simmons (regista), Robert Neary (Jimmy Jay Johnston)

## Via da casa!
- Titolo originale: Independence Day
- Diretto da: Joel Zwick
- Scritto da: Adam Markowitz

### Trama
Frank impedisce a JT di stare in camera sua con Sam, così questo decide di uscire con la ragazza, ma il padre gli impone il coprifuoco a mezzanotte. Così il giovane decide di andare a vivere insieme a Rich a casa di Jean-Luc. Ma nonostante Jean-Luc chieda loro di non interferire con la sua vita sentimentale, i due fanno scappare la sua ragazza. Così il francese decide di far sloggiare i due giovani, rendendo loro la vita impossibile. Così JT decide di andare a vivere in una casa popolare, molto economica ma anche molto insicura, senza riscaldamento (proprio in un periodo di freddo intensissimo) e che cade letteralmente a pezzi. Alla fine, Frank va a trovare JT nella sua nuova casa e riesce a convincerlo ad andarsene di lì, anche perché a lui era stato dato il compito di demolire l'edificio. Infine, si trova la soluzione di adattare JT nel vecchio salone di bellezza di Carol, proprio attiguo a casa Lambert e direttamente collegato con essa. Nel frattempo, Carol vuole passare un po' di tempo con le sue figlie, ma queste non sono assolutamente d'accordo. Così la donna decide di ingannare le ragazze e procurare loro finti appuntamenti con amiche, facendo sì che abbiano così il sabato sera libero, in modo da poterle trascinare in un karaoke bar a cantare tutte e quattro insieme.
- Guest star: Pauk Hager (tizio), Hope Allen (Brianna)

## Appuntamento al buio
- Titolo originale: The big date
- Diretto da: Patrick Duffy
- Scritto da: Shelly Landau

### Trama
Al ha un appuntamento al buio con un ragazzo, ma rimane molto delusa quando scopre che il giovane è nettamente sovrappeso. Intanto, Dana, Rich, JT e Sam vanno in auto a Chicago senza essere sorvegliati, facendo preoccupare Carol.
- Guest star: Greg Baker (Drew), Bill Stevenson (uomo della manutenzione), Krissy Carlson (Kira), Nicole Bilderback (Jaclyn), Joyce Driscoll (donna)

## Futuro nero
- Titolo originale: Future shock
- Diretto da: Patrick Duffy
- Scritto da: Casey Maxwell Clair

### Trama
Rich e Dana, insieme a JT e Sam, vanno ad un matrimonio. Al momento del lancio del bouquet, Dana non cerca in nessun modo di prenderlo, ma questo le finisce addosso. Così la ragazza e Rich hanno delle terribili visioni sulla loro vita da sposati, e si spaventano molto, tanto da mettersi d'accordo sul non compiere il grande passo per il momento. Intanto, Frank deve montare un giocattolo per Lily con l'aiuto di Jean-Luc, ma ha un terribile raffreddore. Il francese gli suggerisce una medicina fatta in casa; ma questa bevanda è alcoolica, e i due diventano totalmente ubriachi.
- Guest star: Carolyn Mignini (madre di Brides), Michael Kagan (padre di Brides), Patrick T. O'Brien (reverendo), Elizabeth Beaumont (Nicole), Bailey Chase (Scott), Melissa Heckler (Janet), Justin Lauer (Adam), Joshua Cage (Rich Jr.)

## Senza cuore
- Titolo originale: Show me the money
- Diretto da: Patrick Duffy
- Scritto da: Brian Bird e John Wierick

### Trama
Rich e JT diventano agenti di una giovane promessa sportiva, che però, invece di occuparsi con loro delle sole faccende sportive, li sfrutta continuamente per esaudire i suoi desideri personali. Addirittura arriva a chiedere a JT di uscire con la sua sorellastra, Karen, che inizialmente è d'accordo, ma infine cambia idea.
Nel frattempo, si scatena una battaglia tra i carpentieri, capeggiati da Frank e decisi a dimostrarsi superiori dei parrucchieri, guidati da Jean-Luc e ritenuti dai primi troppo effeminati. La sfida si risolve a colpi di bowling.
- Guest star: Don Gibb (Moose), Terri Colombino (Julie Fleming), Scott Guerney (Eric Barney), Greg Gilmer (studente)

## Complice la notte
- Titolo originale: It Didn't Happen One Night
- Diretto da: Joel Zwick
- Scritto da: Cary Okmin

### Trama
Al esce con un compagno di scuola, Kyle, e i due si trovano bene insieme, anche se non si spingono oltre un bacio. Ma Kyle vuole portare le cose un passo avanti e prova ad assalire sessualmente la giovane. Ma questa riesce a difendersi e gli dice che è finita. La mattina seguente, Al scopre da Karen di avere una reputazione che non voleva: Kyle ha raccontato a tutti di aver fatto sesso con lei. Karen all'inizio non crede ad Al che le spiega che tra i due non era successo nulla, ma quando questa si arrabbia, Karen finalmente capisce e aiuta la sorellastra a smascherare Kyle.
- Guest star: Lisa Sheridan (Bonnie), Heather Marie Marsden (Jackie), Allen Cutler (Kyle McCormick), Troy Slaten (Morton Osgood), Jason Strickland (ragazzo #1), Jeff Garvin (ragazzo #2), Yunoka Doyle (Tricia)

## Macho Man
- Titolo originale: Macho Man
- Diretto da: Joel Zwick
- Scritto da: Larry Kase e Joel Ronkin

### Trama
JT, la sua fidanzata Sam, Dana e Rich vanno a giocare prima a minigolf, poi ad altri giochi, ed immancabilmente Sam è la vincitrice. JT inizia a non sentirsi all'altezza di una ragazza così brava in settori tradizionalmente considerati maschili, e, anche a causa di un sogno in cui si immaginava come la "donna di casa", JT inizia ad avere paura e decide di trovare almeno un gioco in cui lui sia più forte di Sam. Ma alla fine la situazione tra i due si chiarisce. Intanto, Jean-Luc porta la paurosa Lily a fare un'iniezione, promettendole che non sentirà nessun dolore e di starle vicina. Ma quando questo scopre di dover fare anche lui l'iniezione, le situazioni si scambiano.
- Guest star: Gina Gallega (dott. Martinez), Rick Schatz (Chuck), Charles Walker (Ministro), Ted DiFilippo (Ted), Tim DiFilippo (Tim), Tom DiFilippo (Tom)

## Papà: Guardia del corpo!
- Titolo originale: Shear Madness
- Diretto da: Patrick Duffy
- Scritto da: Larry Kase e Joel Ronkin

### Trama
Hillary Clinton vuole a tutti i costi che Jean-Luc le tagli i capelli. Ma questo, venuto a sapere della notizia, inizialmente è riluttante e non vuole assolutamente tagliarglieli. Dopo un discorsetto con Carol, in cui questa gli spiega che non deve avere paura ma soltanto fare il suo lavoro, finalmente il francese decide di eseguire il suo compito, anche come rivincita personale sulla sua ex-moglie. Nel frattempo, Al si lamenta del fatto che Frank tende a lasciarle poca libertà nella scelta dei suoi ragazzi. Ma dopo aver cacciato l'ennesimo ragazzo che non gli piaceva, Frank organizza per la figlia un appuntamento con un ragazzo molto simile a lui. La giovane cerca di opporsi ma non ci riesce, così è costretta ad uscire con questo giovane, ma come prevedibile l'appuntamento non finisce bene. Così Frank promette alla figlia di star fuori dalla sua vita sentimentale, ed inoltre viene costretto da lei a "scaricare" il ragazzo. Ma infine, dopo essersi messa con un ragazzo non proprio educato, Al è costretta a chiedere di nuovo l'intervento del padre.
- Guest star: Benny Grant (Pete), David Lago (Greg), Teresa Barnwell (Hillary Clinton), Mick Cain (Dylan), Dan Gerrity (T. Edwin Jarvis)